# ARA San Martín (1898)
El ARA San Martín fue un crucero acorazado perteneciente a la Clase italiana Giuseppe Garibaldi, cuando se inició su construcción iba a ser destinado a la Regia Marina con el nombre "Varese", pero antes de ser finalizado fue adquirido por la Armada Argentina.

## Historial

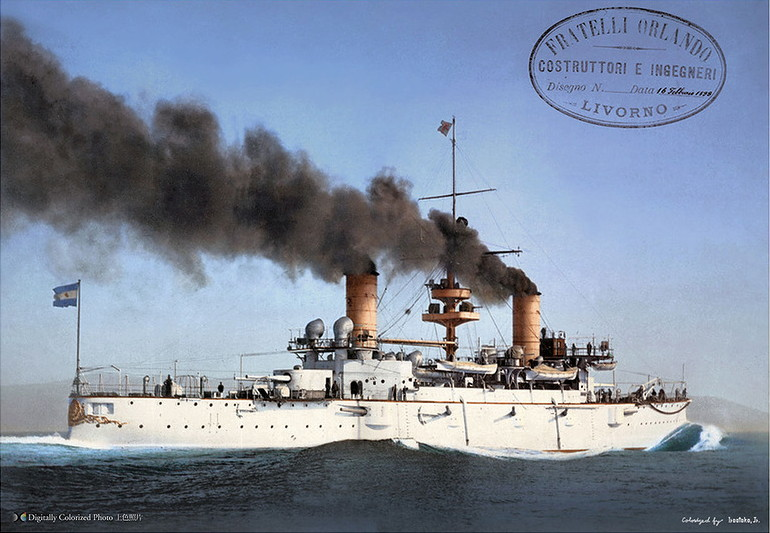
El crucero acorazado San Martín durante sus pruebas de mar, imagen coloreada.

Fue botado el 25 de mayo de 1895 y entró en servicio el 25 de abril de 1898, año en que finaliza su alistamiento. 

Bajo el mando del Capitán de Navío Manuel José García Mansilla, realizó las pruebas de mar y de artillería en la localidad de La Spezia. 
El 25 de abril de ese mismo año se afirma el pabellón argentino en el buque y zarpa rumbo al país. Luego de hacer escala en el Estrecho de Gibraltar y la ciudad brasileña de Bahía arriba el 13 de junio a Punta Piedras, con lo que pasa a incorporarse a la Escuadra de mar. 
 En las grandes maniobras navales de 1902, hace las veces de Buque insignia de la primera División de mar.
Trasladó a Santiago de Chile a la comisión encargada de firmar los convenios territoriales entre ambos países.
Fue el buque insignia de la Flota de Mar hasta 1911.
En 1919 el crucero participaba en el aplastamiento de la insurrección de los obreros.
En 1926 fue modernizado en la Base Naval de Puerto Belgrano, donde fueron substituidas las calderas de carbón por otras para quemar petróleo, se reformó de igual modo la artillería y superestructuras.
Fue dado de baja por decreto 7300 del 8 de diciembre de 1935. En 1947 fue desguazado en los talleres del Riachuelo.

## Anexos
- Anexo:Cruceros acorazados por país